# Typhlamphiascus bouligandi
Typhlamphiascus bouligandi is een eenoogkreeftjessoort uit de familie van de Miraciidae. De wetenschappelijke naam van de soort is voor het eerst geldig gepubliceerd in 1971 door Soyer.